# Prosopochrysa vitripennis
Prosopochrysa vitripennis är en tvåvingeart som först beskrevs av Carl Ludwig Doleschall 1856.  Prosopochrysa vitripennis ingår i släktet Prosopochrysa och familjen vapenflugor. Inga underarter finns listade i Catalogue of Life.